# Кнегиње Антиохије
Следи списак кнегиња Антиохије, крсташке државе основане 1199. године на Леванту. 

## Кнегиње Антиохије

### Династија Хаутевил, 1098–1163
| Слика | Име                 | Отац                    | Рођење | Брак                   | Постала владарка       | Престала да влада | Смрт                | Супружник               |
| ----- | ------------------- | ----------------------- | ------ | ---------------------- | ---------------------- | ----------------- | ------------------- | ----------------------- |
|       | Констанца Француска | Филип I Француски       | 1078.  | 25. март/26. мај 1106. | 25. март/26. мај 1106. | 3. март 1111.     | 14. септембар 1126. | Боемунд Тарентски       |
|       | Алиса Антиохијска   | Балдуин II Јерусалимски | 1110.  | 1126.                  | 1126.                  | фебруар 1130.     | 1136–1151           | Боемунд II од Антиохије |

### Династија Поатјеа, 1163–1268
| Слика | Име                          | Отац                    | Рођење        | Брак                  | Постала владарка          | Престала да влада         | Смрт                        | Супружник                |
| ----- | ---------------------------- | ----------------------- | ------------- | --------------------- | ------------------------- | ------------------------- | --------------------------- | ------------------------ |
|       | Оргулеса Харенс              | -                       | -             | 1168–1170             | 1168–1170                 | 1175.                     | након марта 1175.           | Боемунд III од Антиохије |
|       | Теодора Комнин (антиохијска) | Јован Дука Комнин       | 1150/55       | 1175/77               | 1175/77                   | 1180.                     | након 1182.                 | Боемунд III од Антиохије |
|       | Сибила Антиохијска           | -                       | -             | 1181.                 | 1181.                     | 1199.                     | 1216.                       | Боемунд III од Антиохије |
|       | Изабела Антиохијска          | -                       | -             | 1199.                 | 1199.                     | 20. март/1. октобар 1201. | -                           | Боемунд III од Антиохије |
|       | Плесанца од Гиблета          | Иго III од Гиблета      | -             | пре 21. августа 1198. | 20. март/1. октобар 1201. | 1216.                     | 1217.                       | Боемунд IV од Антиохије  |
|       | Хелвиса од Лизињана          | Амалрик II Јерусалимски | 1196/7        | пре 1210.             | 1216.                     | 1219.                     | 7. фебруар 1216./март 1219. | Ремон-Рупен              |
|       | Мелисенда Лизињан            | Амалрик II Јерусалимски | након 1200/01 | 1/10. јануар 1218.    | 1219.                     | март 1233.                | након 1249.                 | Боемунд IV од Антиохије  |
|       | Лукијана ди Сегни            | Паоло од Сегнија        | -             | 1235                  | 1235                      | јануар 1252.              | -                           | Боемунд V од Антиохије   |
|       | Сибила Јерменска             | Хетум I Јерменски       | 1240.         | јун/октобар 1254.     | јун/октобар 1254.         | 1268.                     | 1290.                       | Боемунд VI од Антиохије  |

## Титуларне кнегиње

### Династија Поатјеа, 1268–1299
| Слика | Име               | Отац              | Рођење | Брак              | Постала владарка | Престала да влада | Смрт           | Супружник                |
| ----- | ----------------- | ----------------- | ------ | ----------------- | ---------------- | ----------------- | -------------- | ------------------------ |
|       | Сибила Јерменска  | Хетум I Јерменски | 1240.  | јун/октобар 1254. | 1268.            | 11. мај/јул 1275. | 1290.          | Боемунд VI од Антиохије  |
|       | Маргарета Бријене | Луј од Акре       | -      | 2. јануар 1278.   | 2. јануар 1278.  | 19. октобар 1287. | 9. април 1328. | Боемунд VII од Антиохије |

### Анжујска династија, 1299–1300
| Слика | Име               | Отац              | Рођење       | Брак  | Постала владарка | Престала да влада | Смрт            | Супружник         |
| ----- | ----------------- | ----------------- | ------------ | ----- | ---------------- | ----------------- | --------------- | ----------------- |
|       | Елеонора Анжујска | Карло II Напуљски | август 1289. | 1299. | 1299.            | 17. јануар 1300.  | 9. август 1341. | Филип Антиохијски |

### Династија Лизињан, 1300–1457
| Слика | Име                   | Отац                    | Рођење        | Брак               | Постала владарка | Престала да влада    | Смрт                 | Супружник             |
| ----- | --------------------- | ----------------------- | ------------- | ------------------ | ---------------- | -------------------- | -------------------- | --------------------- |
|       | Констанца од Сицилије | Фридрих III од Сицилије | 1307.         | 1343.              | 1345.            | након 19. јуна 1344. | након 19. јуна 1344. | Јован Лизињан         |
|       | Алиса од Ибелина      | Гај Ибелин              | 1325/30       | 14. април 1350.    | 14. април 1350.  | 1375.                | након 1374.          | Јован Лизињан         |
|       | Шарлота од Кипра      | Јован II од Кипра       | 28. јун 1444. | 21. децембар 1456. | 1456.            | 7. октобар 1457.     | 16. јул 1487.        | Јован III Антиохијски |